# USS Russell (DDG-59)
El USS Russell (DDG-59), llamado así en honor al almirante John Russell, es el noveno destructor de la clase Arleigh Burke, en servicio con la Armada de los Estados Unidos desde 1995.

## Construcción
Fue ordenado el 22 de febrero de 1990 al Ingalls Shipbuilding (Misisipi). Su construcción comenzó con la colocación de la quilla el 24 de julio de 1992. El casco fue botado el 20 de octubre de 1993 y el buque terminado entró en servicio el 20 de mayo de 1995.

## Historia de servicio

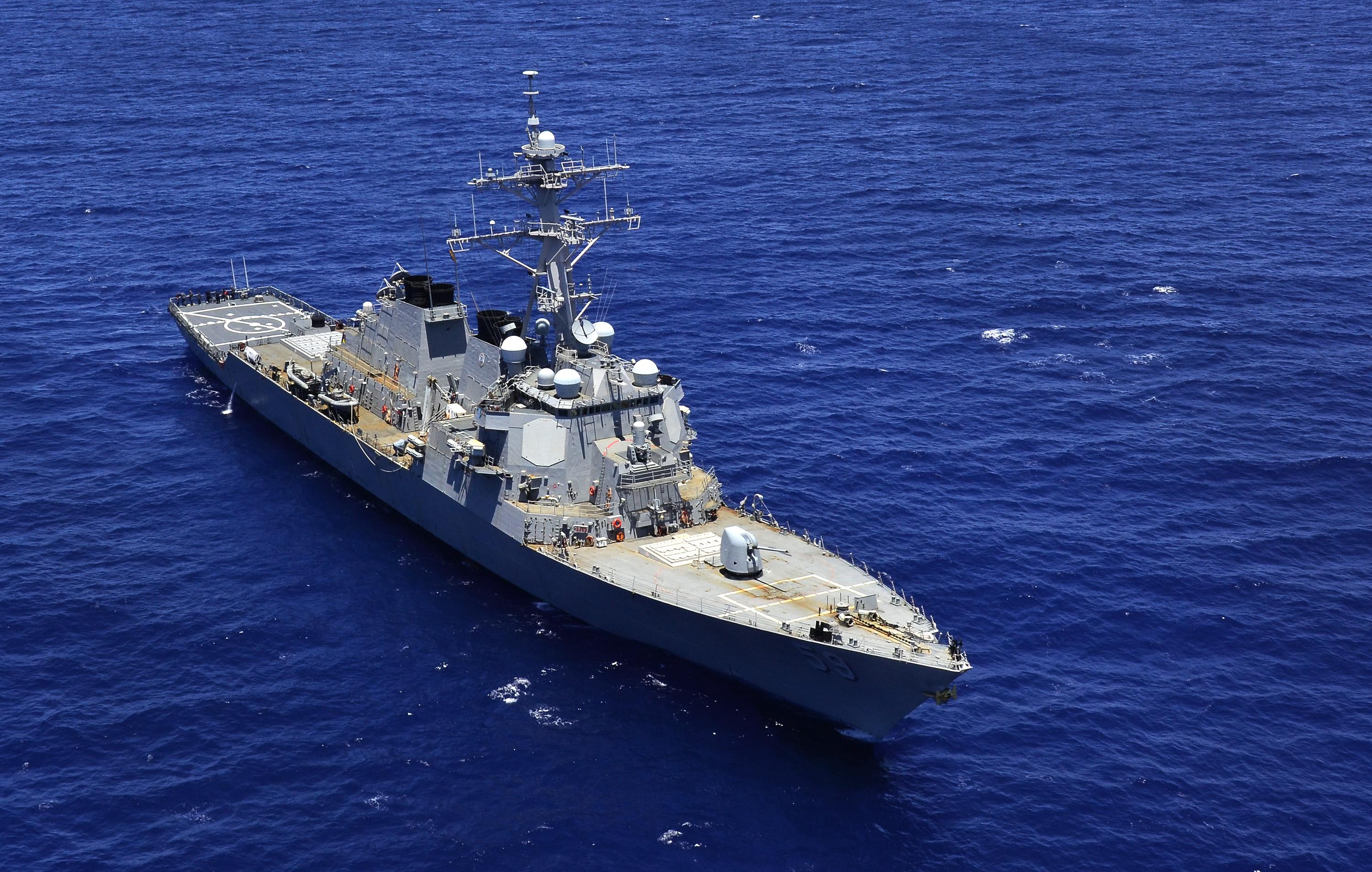
El USS Russell (DDG-59) realizando pruebas de mar en el año 2011.

Está asignado en la Flota del Pacífico y su apostadero es la base naval de San Diego (California).

## Nombre
Su nombre USS Russell honra al almirante John Russell, quien luchó en la guerra civil estadounidense y la guerra mexicano-estadounidense.